# 1磅的福音
《1磅的福音》（日语：1ポンドの福音）是日本漫畫家高橋留美子創作的日本漫畫作品。自1987年於小學館《週刊Young Sunday》上開始不定期連載，到2007年3/4合併號上刊載完畢。單行本全4卷。於1988年時改編成OVA動畫。

## 劇情簡介
男主角耕作 是個食欲旺盛的拳擊手，時常為了減磅(減重)而苦惱，拳擊選手必須嚴格地控制體重，才能在指定的級別中進行比賽。
如：羽量級(Feather)是54-57kg，輕量級(Light)是57-60kg，為了不同級別的比賽需增磅與減磅。
女主角安潔拉 則是個善良純潔的見習修女，男主角常因偷吃而減磅失敗後去向她懺悔。
耕作在賽前的大吃偷吃行為常導致不戰而敗，使得溫婉的安潔拉為了阻止他而不得不做出一些搞笑的行為，如：搶了耕作偷買的烤地瓜或鯛魚燒並全部吃光，事後跑去藥房買胃藥等。
安潔拉常稱耕作為「迷途羔羊」，而每話標題都是「○○羔羊」。替耕作禱告時也發生耶穌像從十字架掉下來的不祥預兆。

## 登場人物
畑中耕作（CV：古谷徹）
喜好大吃大喝的拳击手，意志薄弱，所以每逢大赛前减磅都会痛苦不堪。随着故事的发展，从四回合、六回合、八回合战最后打至拳王头衔争夺战，成功取得头衔。对安洁拉修女穷追不舍，第一话即对修女勇敢表白，最后终于抱得美人归。
安潔拉修女（CV：鶴弘美）
本名麻利绘，修道院实习修女，个性温婉良淑，善良纯洁，为畑中耕作不求回报的爱所打动，最后离开修道院，与畑中喜结连理。
向田會長（CV：永井一郎）

俊平

石田

修院長

赤城圭二

天草二郎（CV：鹽澤兼人）

鬼丸勝兵

松坂太郎

來栖正良

中坊善彥

章魚八郎

夜叉丸浩

可菜

水繪

若王子

守下

櫻學

紅流星

## 單行本

### 連載
在《週刊Young Sunday》連載的日期：
- 磅秤上的迷途羔羊：1987年9号、10号
- 砧板上的羔羊：1988年1号 - 3号
- 羔羊們夢醒之後：1988年16号 - 19号
- 羔羊的復活：1989年15号 - 19号
- ：1990年8号 - 12号
- 被盯上的羔羊：1991年10号、11号
- 聖夜暗泣的羔羊：1992年23号、24号
- 步履蹣跚的羔羊：1996年17号 - 21/22合併号
- 羔羊的餐廳：1998年51号、52号
- 羔羊的未來夢：2001年25号、26号
- 羔羊的約定：2006年52号－2007年3/4合併号

### 出版書籍
| 卷數 | 小學館        | 小學館                 | 尖端出版社     | 尖端出版社           |
| 卷數 | 發售日期      | ISBN                   | 發售日期       | EAN                  |
| ---- | ------------- | ---------------------- | -------------- | -------------------- |
| 1    | 1989年8月5日  | ISBN 4-09-151101-5     | 2007年7月10日  | EAN 471-7702-21030-4 |
| 2    | 1990年8月5日  | ISBN 4-09-151102-3     | 2007年10月17日 | EAN 471-7702-21145-5 |
| 3    | 1996年8月5日  | ISBN 4-09-151103-1     | 2008年1月15日  | EAN 471-7702-21207-0 |
| 4    | 2007年3月10日 | ISBN 978-4-09-151170-6 | 2008年3月14日  | EAN 471-7702-21224-7 |

## 電視劇
日本電視台系列從2008年1月8日開始播映電視劇版。此劇亦是主演的龜梨和也自《唯愛》以來再次主演作品。

### 演員列表
- 畑中耕作：龜梨和也（KAT-TUN成員）
- 安潔拉修女：黑木美沙
- 向田勝己：山田涼介（Hey! Say! JUMP成員）
- 上田：岡田義德
- 石坂：高橋一生
- 堀口：石黑英雄
- 兒島：波岡一喜
- 三鷹秀夫：光石研
- 紀子：南澤奈央
- 格蕾絲修女：中村果生莉
- 米妮修女：江口德子
- 修道院長：罇真佐子（もたい まさこ）
- 向田聖子：小林聰美

#### 客串演出
第1話
- 鬼丸勝兵：田中要次
- 高山會長：ベンガル
- ：大久保貴光

第2話
- 來栖友也：福井博章
- 牧野夏希：淺見れいな

第3話
- 中坊善彦：知念侑李（Hey! Say! JUMP成員）
- 秋山：米本來輝

第4話
- 若王子守：黄川田將也
- 守下：中丸新將

第6話
- ：アベディーン
- 上田和幸：不破萬作

第7話
- 紅流星：桐谷健太
- 上田和幸：不破萬作

第8話
- 紅流星：桐谷健太

### 主題曲、插曲
- 主題歌「LIPS」 
歌：KAT-TUN、：J-One Records（J Storm）
作詞：Axel-G、Rap詞：JOKER、作曲・編曲：Yukihide“YT”Takiyama
- （劇集開始前的預告CM中使用）：「We Will Rock You」 - 歌：Queen

### 放送日程
| 集數                                                          | 播放日期      | 副標題 | 演出       | 收視率 |
| ------------------------------------------------------------- | ------------- | ------ | ---------- | ------ |
| 第1話                                                         | 2008年1月12日 |        | 佐藤東弥   | 13.0%  |
| 第2話                                                         | 2008年1月19日 |        | 佐藤東弥   | 11.4%  |
| 第3話                                                         | 2008年1月26日 |        | 田中峰弥   | 11.1%  |
| 第4話                                                         | 2008年2月2日  |        | 佐久間紀佳 | 9.0%   |
| 第5話                                                         | 2008年2月9日  |        | 佐藤東弥   | 9.6%   |
| 第6話                                                         | 2008年2月16日 |        | 狩山俊輔   | 10.5%  |
| 第7話                                                         | 2008年2月23日 |        | 田中峰弥   | 10.7%  |
| 第8話                                                         | 2008年3月1日  |        | 狩山俊輔   | 8.8%   |
| 最終話                                                        | 2008年3月8日  |        | 佐藤東弥   | 11.3%  |
| 平均收視率10.7%（為關東地區的收視率，由Video Research調查。） |               |        |            |        |

### 播放電視台
| 日本電視台 週六連續劇                | 日本電視台 週六連續劇               | 日本電視台 週六連續劇 |
| ------------------------------------ | ----------------------------------- | --------------------- |
|                                      | 1磅的福音 （2008.1.12 - 2008.3.8）  |                       |
| 揮棒人生 （2007.10.13 - 2007.12.15） | 極道鮮師3 （2008.4.19 - 2008.6.28） |                       |

| 臺灣 緯來日本台 一番偶像劇 週一至週五 晚間20:00至21:00 | 臺灣 緯來日本台 一番偶像劇 週一至週五 晚間20:00至21:00 | 臺灣 緯來日本台 一番偶像劇 週一至週五 晚間20:00至21:00 |
| ------------------------------------------------------ | ------------------------------------------------------ | ------------------------------------------------------ |
|                                                        | 1磅的福音 （2009.2.17 - 2009.2.27）                    |                                                        |
| 暴走兄妹 （2009.2.3 - 2009.2.16）                      | 戀上芭蕾 （2009.3.2 - 2009.3.16）                      |                                                        |

## 外部連結
- http://www.ntv.co.jp/1pound/index.html（页面存档备份，存于） （日語）